# 蘭德夸爾特河
46°58′08″N 9°33′01″E / 46.96885°N 9.55019°E

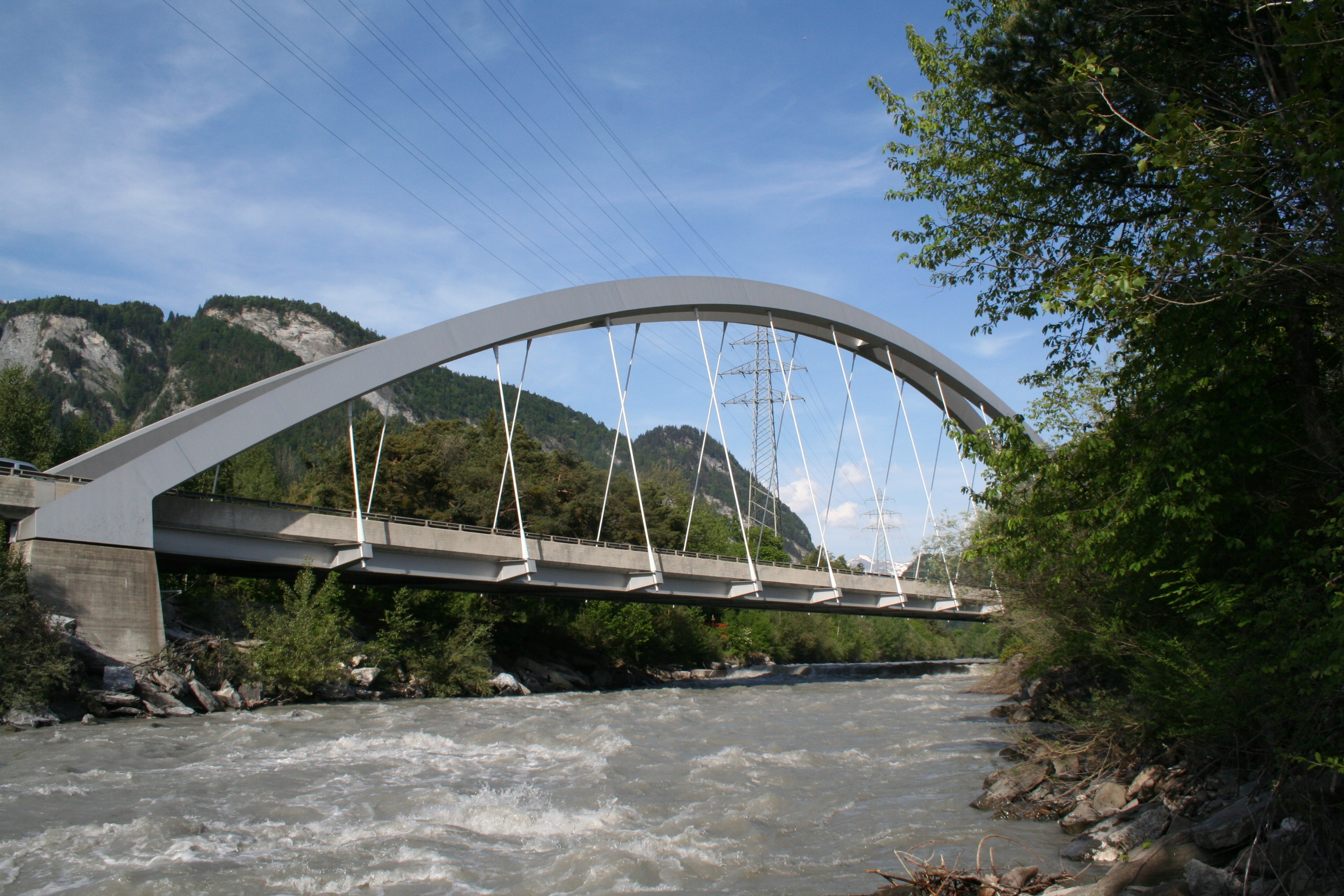

蘭德夸爾特河是瑞士的河流，位於該國東南部，流經格勞賓登州，屬於萊茵河的右支流，處於雷蒂亞山脈地區，河道全長38公里，流域面積615平方公里。